# Antoloea
Antoloea é um gênero de traça pertencente à família Agonoxenidae.